# 굴포로
굴포로(Gulpo-ro)는 인천광역시 부평구 갈산동에서 삼산동까지 이르는 인천광역시도로, 총 연장은 2.184 km이다. 이름이 유래된 것은 주변에 굴포천이 위치한 지역적 특성을 반영하였기 때문이다.

## 역사
- 2009년 10월 19일 : 도로명으로 굴포로를 고시

## 주요 경유지
- 부평구
  - 갈산1동 - 갈산2동 - 삼산2동

## 접촉하는 도로
- 부평대로
- 갈월서로
- 주부토로
- 갈월동로
- 장제로
- 충선로
- 수변로
- 체육관로

## 주요 건물 및 시설
- 부평세관 (굴포로 5/갈산동 184)
- 동아아파트 상가 (굴포로 74/갈산동 369)
- 갈산주공1단지아파트 (굴포로 81/갈산동 359)
- 갈산사원임대아파트 (굴포로 81-1/갈산동 359-2)
- 소매점 (굴포로 83/갈산동 359-4)
- 한국아파트 상가 (굴포로 88/갈산동 369)
- 인천삼산경찰서 (굴포로 104/삼산동 441-1)
- 삼산타운1단지아파트 (굴포로 105/삼산동 440-1)
- 부평구민방위교육장 (굴포로 110/삼산동 441-2)
- 노인복지회관 (굴포로 114/삼산동 441-2)
- 삼산2동주민센터 (굴포로 137/삼산동 451-3)
- 삼산우체국 (굴포로 141/삼산동 451-2)
- 부평역사박물관 (굴포로 151/삼산동 451-1)
- 행복한마을서해그랑블 (굴포로 158/삼산동 454-4)
- 인천진산과학고등학교 (굴포로 194-9/삼산동 456-6)
- 인천진산초등학교 (굴포로 194-10/삼산동 456-1)